# Красноморська зубата барабуля
Красноморська зубата барабуля (Parupeneus forsskali) — вид променеперих риб із родини Барабулевих (Mullidae). Максимальна довжина тіла 28 см. Поширені в Індійському океані. Через Суецький канал проникли в Середземне море .

## Опис
Тіло видовжене, трішки стисле з боків, вкрите великою лускою. Довжина голови укладається 2,9-3,2 рази від стандартної довжини тіла. Рило загострене, його довжина в 1,7-1,9 рази менша довжини голови. Маленький рот розташований на нижній частині голови. Є два довгі підборідні вусики, які дістають до краю зябрової кришки. Закінчення верхньої щелепи не доходить до вертикалі, що проходить через початок орбіти очей. На верхній щелепі є іклоподібні зуби, що переходять в конічні. На нижній щелепі іклоподібних зубів немає. На піднебінній кістці та леміші зубів немає. На першій зябровій дузі 30-34 зябрових тичинок. Два спинних плавця, в першому 7-9 (зазвичай 8) колючих променів, перша колючка дуже коротка, а друга і третя найдовші. У другому спинному плавці є 9 м'яких променів. Між основами спинних плавників поміщається 3 поперечні ряди лусок. В анальному плавці 1 жорсткий і 7 м'яких променів. Останні промені другого спинного і анального плавців подовжені. У грудних плавниках 14-17 м'яких променів. Хвостовий плавець роздвоєний. У бічній лінії 27-28 лусок  .
Тіло білуватого кольору, краї лусок жовті. Уздовж тіла від верхньої губи через око до закінчення основи другого спинного плавця проходить широка чорна смуга. Тіло над цією смугою сірувато-зелене. Верхня частина хвостового стебла жовта з чорною округлою плямою. Хвостовий плавник жовтий. Другий спинний та анальний плавники з вузькими блакитними та жовтими смужками. В особин у Середземному морі забарвлення тіла рожеве, а смуга, що проходить уздовж тіла, червона.

## Біологія
Морські придонні риби. Живуть у прибережних водах поблизу коралових рифів над піщаними грунтами. Утворюють невеликі зграйки. У пошуках їжі постійно плавають над поверхнею грунту, відшукуючи здобич у піску за допомогою чутливих підборідних вусиків. Живляться донними безхребетними, переважно ракоподібними і багатощетинковими червами .
Самки та самці красноморскої зубатої барабулі дозрівають (50 % в популяції) при довжині тіла 15,4 см. Ікра і личинки пелагічні. Тривалість життя 5 років .

## Ареал
Поширені в Червоному морі й Аденській затоці до Сокотра. Одна з найбільш поширених риб у даному регіоні. Через Суецький канал проникли в Середземне море, де добре прижилися .